# Sceloporus grammicus
El chintete,Lagartija de Mezquite,chintete de mezquite, lagartija escamosa de mezquite o lagartija espinosa del mezquital (Sceloporus grammicus) (nombres comunes también dados a otras especies, es una especie de saurópsido escamoso de la familia Phrynosomatidae (lagartijas espinosas, camaleones y parientes). Llamado también comúnmente "el huizache"[cita requerida] o "lagartija del mezquite". Se distribuye desde el sur de Texas hasta, Nayarit, Oaxaca y Veracruz. Es común en las ciudades. En México se le ha observado en 27 estados; los estados para los cuales no se tienen registros son: Baja California Sur, Chiapas, Tabasco, Campeche, Quintana Roo y Yucatán.
Es una lagartija vivípara de color café a grisáceo y tamaño pequeño de 8 a 15 cm de longitud. Posee escamas granulares en la superficie posterior de los muslos, escamas dorsales de 48 a 93, serie de escamas dorsales alargadas, escamas laterales en hileras de forma oblicua, numerosas supraoculares, normalmente cuatro postrostrales, preanales lisas en ambos sexos. Región ventral gris oscuro; aquí, los machos presentan parches azul turquesa, los cuales son ligeramente distintivos en las hembras. El tamaño mínimo a la madurez sexual de ambos sexos es de 64 mm a 83 mm. Habita áreas cubiertas por asociaciones vegetales de coníferas y encinares, así como ecotonos localizados entre las asociaciones antes mencionadas y áreas alteradas de los mismos. Es de hábitos diurnos y arborícolas o arborícola – terrestres. Se localiza entre piedras de los pedregales naturales y cercos de piedra hechos por el hombre, paredes de las casas, arbustos y sobre rocas. Vive en ambientes cálidos subhúmedos; áridos semicálidos y templados húmedos con lluvias en verano. Se distribuye desde los 500 a más de 3000 m de altitud.
En México la NOM-059-SEMARNAT-2010 la considera Sujeta a Protección Especial; la UICN 2019-1 la considera como de Preocupación menor. Los riesgos que amenazan a esta especie incluyen: degradación de su hábitat por urbanización, fragmentación del mismo por la construcción de autopistas, agricultura intensiva, pastoreo, quema, deforestación, actividades turísticas, ganadería extensiva, zonas cafetaleras extensas, construcción de presas y tala clandestina. Entre los vertebrados, esta lagartija tiene especial importancia en los estudios citogenéticos debido a su gran variabilidad cromosómica y relativamente poca divergencia fenotípica que muestran las poblaciones cromosómicas distintas que existen en el rango de distribución del complejo.

## Características

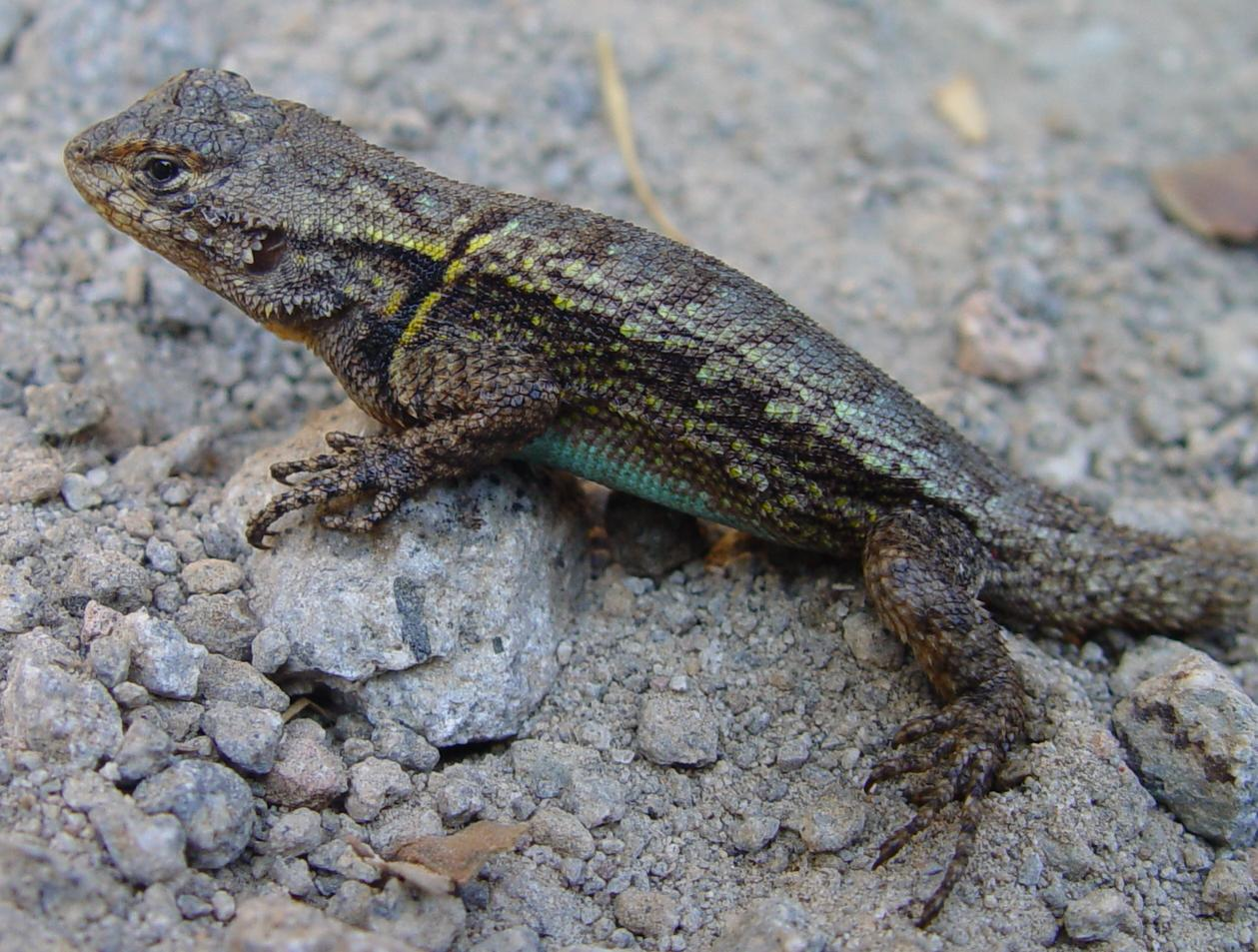
Macho de S. grammicus.

Lagartijas de tamaño pequeño a mediano (de 8 a 15 cm de longitud hocico cola). Su coloración es parda (desde gris claro a gris oscuro) y presentan de 3 a 6 barras transversales en el dorso que son más visibles en las hembras. Los machos presentan coloración azul en la parte baja del abdomen, usualmente una mancha oscura en la inserción del brazo con una corta y angosta extensión dorsal y atrás presenta líneas transversales oscuras. Hembras más grandes que los machos y con vientre de color cremoso y generalmente el color del dorso es más oscuro que los machos.

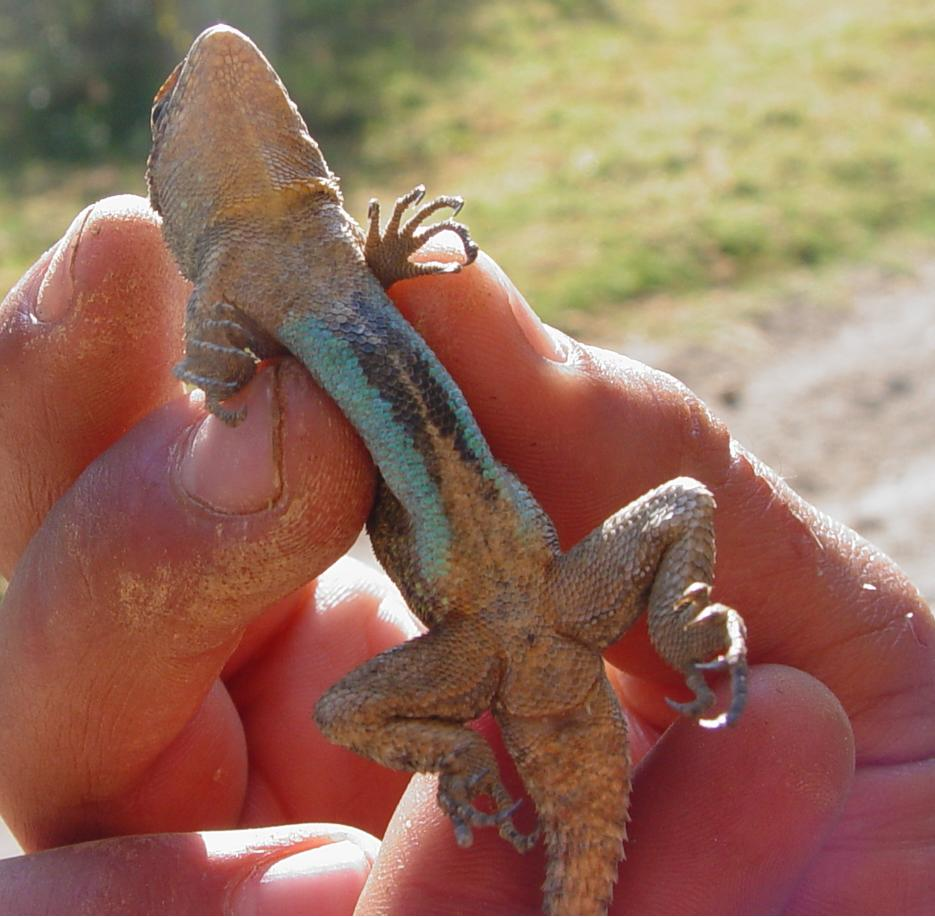
Macho de S. grammicus en vista ventral.

## Subespecies
Hay tres subespecies reconocidas:
- Sceloporus grammicus microlepidotus (Wiegmann, 1834)
- Sceloporus grammicus grammicus (Wiegmann, 1828)
- Sceloporus grammicus tamaulipensis (Sites & Dixon, 1981)

## Hábitos
Su dieta consiste principalmente de artrópodos (coleópteros, himenópteros, dípteros, lepidópteros, arácnidos, hemípteros, homópteros) y material de origen vegetal.
Son de hábitos diurnos y generalmente saxícolas (es frecuente encontrarlos sobre las rocas), aunque también se los encuentra sobre árboles y en el suelo.
Su reproducción es vivípara y la gestación dura alrededor de 8 meses.

## Distribución
Áreas templadas de México, se encuentra casi en todos los estados, menos en el sureste y estados del norte como Sinaloa y Baja California Sur. También se distribuye en el sur de Estados Unidos. Se pueden encontrar en los árboles, rocas, troncos. Muy comunes en zonas urbanas. También se encuentran en el centro de Guatemala donde se les encuentra en zonas boscosas.

## Protección
Esta lagartija está bajo protección especial de la norma NOM-059-SEMARNAT-2010 en México.

## Relevancia de la especie
Entre los vertebrados, la lagartija Sceloporus grammicus tiene especial importancia en los estudios citogenéticos debido a su gran variabilidad cromosómica y relativamente poca divergencia fenotípica que muestran las poblaciones cromosómicas distintas que existen en el rango de distribución.